# AGICOA
AGICOA (Association de Gestion Internationale Collective des Oeuvres Audiovisuelles) ist ein Verband für die internationale kollektive Wahrnehmung für audiovisuelle Werke. Der Verband wurde 1981 als internationale nichtstaatliche Organisation gegründet und hat seinen Sitz in Genf, Schweiz. Die Mitglieder des Verbandes sind mehrere nationale Partnerorganisationen in einzelnen Ländern.
Die deutsche Partnerorganisation, die die Wahrnehmung der Nutzungsrechte für Deutschland durchführt, ist die 'AGICOA Urheberrechtsschutz GmbH' mit Sitz in München. Die Gesellschaft ist eine von zwölf urheberrechtlichen Verwertungsgesellschaften in Deutschland. Weitere bekannte Verwertungsgesellschaften in Deutschland sind beispielsweise die GEMA, VG Wort, GWFF, VG Bild-Kunst etc.
Von der Gesellschaft werden Urheberrechte der Produzenten an audiovisuellen Werken wahrgenommen; insbesondere im Bereich der Kabelweitersendung von TV-Programmen in Kabelnetzen und ähnlicher Verfahren der Weitersendung. Die von der AGICOA eingenommenen Tantiemen werden an die Produzenten der Werke bzw. deren Rechteinhaber wieder ausgeschüttet. Sobald ein audiovisuelles Werk in Kabelnetzen oder auf andere Art weitergesendet wird, ist vom Betreiber der Kabelgesellschaft eine Vergütung an die jeweilige nationale Partnerorganisation der AGICOA zu zahlen. Die Ausschüttung der von der AGICOA eingenommenen Tantiemen erfolgt auf der Basis der Auswertung der Daten über die Ausstrahlung der Werke durch die Fernsehsender in den jeweiligen Ländern.
Im Jahr 2012 wurden 140 Mio. Euro an die Rechteinhaber ausgeschüttet. Die Rechteinhaber, die von der AGICOA Tantiemen erhalten, sind Produzentenverbände aus aller Welt. Im Jahr 2012 repräsentierte die AGICOA 12.944 Rechteinhaber aus 38 Ländern mit insgesamt 1.223.000 audiovisuellen Werken.
Die Tätigkeit der AGICOA Urheberrechtsschutz GmbH unterliegt dem Verwertungsgesellschaftengesetz. Die Aufsichtsbehörde der Verwertungsgesellschaft ist das Deutsche Patent- und Markenamt in München.